# Calyptrocalyx albertisianus
Calyptrocalyx albertisianus es una especie de palmera originaria de Papúa Nueva Guinea y en el Archipiélago de Bismarck.

## Taxonomía
Calyptrocalyx elegans fue descrita por Odoardo Beccari y publicado en Webbia 1: 305. 1905.
Etimología
Calyptrocalyx: nombre genérico compuesto que deriva a partir de dos palabras griegas que significan «cubierto» y «cáliz».
albertisianus: epíteto
Sinonimia
- Calyptrocalyx albertisianus var. minor Burret
- Calyptrocalyx clemensiae Burret
- Calyptrocalyx minor Burret [Invalid]
- Ptychosperma normanbyi Becc.[4]